# Thai Oil
La compañía Thai Oil (en tailandés: ไทยออยล์) es una refinería de petróleo.
Empezó en 1961 y hoy en día es la más importante de Tailandia, la refinera se encuentra en Sriracha, Provincia de Chon Buri. Sus productos derivan del petróleo, además de confeccionar productos, se asoció con empresas de petroquímicos para vender petróleo dentro del país. Producen aproximadamente 220,000 barriles al día. Representa el 21 % de toda la capacidad de la refinería de petróleo del país.

## Historia
La compañía de Thai Oil fue fundada en Si racha, en la provincia de Chon Buri. Se necesitaron 10 años para construir la refinaría. Tres años más tarde, la compañía empezó a gestionar la refinaría petrolera con calentamiento de petróleo. La refinería manejaba entonces 65,000 barriles por día.
Después, la compañía empezó a ampliar la refinaría petrolera, lo cual fue hecho en 2 ocasiones. Se convirtió refinaría más grande en el país. Hasta en el año 1997 la compañía tuvo problemas financieros y necesitó bajar la producción, pero 3 años más tarde, la compañía empezó unareorganización económica y comenzó a hacer proyectos con la Autoridad petrólera de Tailandia. En el año 2005 se transformó en sociedad anónima incluyendo un registró en la contratación del mercado de cambio de Tailandia, el mismo año la compañía tuvo éxito porque vendió acciones comunes, además la compañía pudo ampliar el cargo en el extranjero también.

## Productos
Refinería de petróleo.
- Aceite ligero 33 %, incluyendo gas licuado de petróleo (GLP ), gasolina sin plomo y octano.
- Aceite de tipo central 56 %, incluyendo combustible de aviación y queroseno.
- Aceite de pesado 11 %, incluyendo, fuel aceite, asfalto y azufre líquido.

## Transporte de petróleo
- Transporte por Thai Oil Marin.
- Transporte por tubería de petróleos de Tailandia.

- Datos: Q6676072